# Hard Boiled (film fra 1919)
Hard Boiled er en amerikansk stumfilm fra 1919 af Victor Schertzinger.

## Medvirkende
- Dorothy Dalton som Corinne Melrose
- William Courtright som Deacon Simpson
- Gertrude Claire som Tiny Colvin
- Walter Hiers som Hiram Short
- Nona Thomas som Daisy May